# Динамо (баскетбольный клуб, Санкт-Петербург)
«Динамо» — российский мужской баскетбольный клуб из города Санкт-Петербурга, играл в Суперлиге А. Основан в 2004 году, расформирован в 2006 году.

## История
В первом для себя сезоне, 2004/05, клуб получил право играть в Суперлиге А и Евролиге ФИБА (позже Кубок Европы ФИБА, ныне Кубок вызова ФИБА), вместо саратовского «Автодора»; в чемпионате России клуб уступил «Химкам» в четвертьфинале плей-офф в пяти матчах, в Евролиге ФИБА клуб одержал победу, при этом выиграв все 20 проведённых матчей.
Перед началом сезона 2005/06 команда заняла 2-е место на предсезонном Кубке Кондрашина и Белова В чемпионате России клуб завоевал бронзовые медали и участвовал в финале четырёх Кубка Европы ФИБА.
Перед сезоном 2006/07 клуб второй раз занял 2-е место на предсезонном Кубке Кондрашина и Белова, но вскоре обанкротился и прекратил существование. В том сезоне команда должна была стартовать в кубке УЛЕБ (турнир 2-го ранга) с группового этапа, а в кубке России — с 1/4 финала.
Главные тренеры: в сезоне 2004/05 — Дэвид Блатт, в сезоне 2005/06 — Фотис Кацикарис, перед началом сезона 2006/07 — Юрий Селихов.

## Результаты выступлений
| Сезон   | Дивизион    | Регулярный чемпионат | Плей-офф   | Кубок      | Еврокубки                                    |
| ------- | ----------- | -------------------- | ---------- | ---------- | -------------------------------------------- |
| 2004/05 | Суперлига А | 5-е место            | 1/4 финала | 1/4 финала | Евролига ФИБА (турнир 3-го ранга) Победитель |
| 2005/06 | Суперлига А | 2-е место            | Бронза     | 1/4 финала | Кубок Европы (турнир 3-го ранга) 4-е место   |

## Главные тренеры
- 2004—2005   Дэвид Блатт
- 2005—2006  Фотис Кацикарис
- 2006  Юрий Селихов